# مهبط مروحيات الفاتيكان
مهبط مروحيات مدينة الفاتيكان (باللاتينية: Portus helicopterorum Civitatis Vaticanae، بالإيطالية: Eliporto di Città del Vaticano) يتكون من منطقة هبوط خرسانية مستطيلة الشكل بمساحة 25 × 17 مترًا (82 × 56 قدمًا) متصلة بمنطقة دائرية لوقوف السيارات. يتم استخدامه للرحلات القصيرة من أو إلى مدينة الفاتيكان من قبل البابا ورؤساء الدول الزائرين.

## بناء
يقع مهبط الطائرات العمودية على ارتفاع 75 مترًا (246 قدمًا) فوق مستوى سطح، في الجزء ذي الطراز الفرنسي من حدائق الفاتيكان.     يقع في المعقل الغربي لسور ليونين، الذي يمثل النقطة الأكثر غربًا لدولة الفاتيكان.

## تاريخ
تم بناؤه في عام 1976 في عهد البابا بولس السادس (1963-1978)، مما يسهل عمليات النقل بين مدينة الفاتيكان والمقر البابوي الصيفي في كاستل جاندولفو في المناسبات مثل المقابلة العامة المنتظمة يوم الأربعاء، عندما قد يستغرق السفر بالسيارة بضع ساعات في كل اتجاه ويسبب إزعاجًا لمستخدمي الطريق الآخرين.
في عام 1978، أمر البابا يوحنا بولس الثاني بوضع تمثال برونزي يمثل سيدة تشيستوخوفا في مكان قريب.

## رحلات
يتم إجراء الرحلات الجوية فقط في ظل الظروف الجوية البصرية وفقًا لقواعد الطيران البصري.
حظي مهبط الطائرات العمودية بتغطية إعلامية عالمية في فترة ما بعد الظهر من يوم 28 فبراير 2013، عندما غادر البابا بندكت السادس عشر مدينة الفاتيكان إلى كاستل جاندولفو قبل ساعات قليلة من سريان استقالته.  
منذ عام 2015، يخدم مهبط الطائرات العمودية أيضًا - في الحالات العاجلة - مستشفى بامبينو جيسو لنقل المرضى والموظفين والمعدات الطبية. 
الطائرة المروحية المستخدمة للبابا هي من طراز أغستاوستلاند إيه دبليو 139 من القوات الجوية الإيطالية.

## روابط خارجية
- زيارة إلى حدائق الفاتيكان (الصفحة 2)
- مهبط طائرات الهليكوبتر في مدينة الفاتيكان